# Louis Spohr Musikpreis Braunschweig
Der Louis Spohr Musikpreis Braunschweig ist ein Musikpreis, dessen Geschäftsführung durch die Abteilung Literatur und Musik der Stadt Braunschweig wahrgenommen wird. Von 1953 bis 1994 wurde er als Ludwig-Spohr-Preis der Stadt Braunschweig vergeben.
Mit der Wiederbelebung durch die Bürgerinitiative Initiative Louis Spohr 2002 firmiert der Preis seit 2004 unter aktueller Bezeichnung. Namensgeber war der Braunschweiger Komponist und Geigenvirtuose Louis Spohr (1784–1859). Das Konzept des Preises zielt auf die Förderung zeitgenössischer Musik und deren musikpädagogischer Vermittlung ab. Er wird derzeit dreijährlich durch eine vom Braunschweiger Generalmusikdirektor geleiteten Jury an international bedeutende Komponisten vergeben und ist mit 10.000 Euro dotiert. 2004 bis 2010 fand die Preisverleihung im Rahmen der Auftaktveranstaltung des Festivals Festliche Tage Neuer Musik statt, seither im 2. Sinfoniekonzert einer Spielzeit des Staatsorchesters Braunschweig. 
Darüber hinaus wird seit 2004 jährlich der Louis Spohr-Jugendmusikförderpreis an Schüler der Städtischen Musikschule Braunschweig oder der Stadt Braunschweig beim Bundeswettbewerb Jugend musiziert vergeben. Der Förderpreis ist mit 1.000 Euro dotiert.

## Preisträger
Ludwig-Spohr-Preis der Stadt Braunschweig
- 1953: Hermann Reutter
- 1954: Wolfgang Fortner
- 1955: Marcel Mihalovici
- 1956: Conrad Beck
- 1957: Karl Höller
- 1959: Karl Amadeus Hartmann
- 1961: Werner Egk
- 1964: Luigi Dallapiccola
- 1967: Darius Milhaud
- 1970: Ernst Krenek
- 1973: Heinz Zeebe
- 1976: Hans Werner Henze
- 1979: Jean Françaix
- 1982: Wilhelm Killmayer
- 1985: Aribert Reimann
- 1988: Heribert Esser
- 1991: Olivier Messiaen
- 1995: Sofia Gubaidulina

Louis Spohr Musikpreis Braunschweig
- 2004: Peter Ruzicka
- 2007: Salvatore Sciarrino
- 2010: Olga Neuwirth
- 2013: Siegfried Matthus
- 2016: Moritz Eggert
- 2019: Adriana Hölszky
- 2022: Lucia Ronchetti
- 2025: Carola Bauckholt

## Jury
Der Preis wird durch eine fünfköpfige Jury vergeben, die durch den Generalmusikdirektor (GMD) des Staatstheaters Braunschweig geleitet wird. Der Jury gehören neben dem GMD der letzte Spohr-Preisträger sowie drei weitere Mitglieder an. 2019 waren dies: Srba Dinić (Vorsitzender), Moritz Eggert (Spohr-Preisträger 2016), Matthias Stanze, Julia Spinola und Martin Weller.